# Корнелия (съпруга на Лепид)
Вижте пояснителната страница за други личности с името Корнелия.
Корнелия (на латински: Cornelia) е знатна римлянка от род Корнелии, живяла през 1 век пр.н.е.
Тя е първата съпруга на триумвира Марк Емилий Лепид (* 89 или 88 пр.н.е., умира 13 или 12 пр.н.е.). Той е римски патриций, член на Втория триумвират и Понтифекс максимус. През 49 пр.н.е. той е претор и консул през 46 и 42 пр.н.е. Той се жени след приключването на брака му с Корнелия до 52 пр.н.е. през 51 пр.н.е. за Юния Секунда.